# Hainfeld
Pour les articles homonymes, voir Hainfeld (homonymie).
Hainfeld est une commune autrichienne du district de Lilienfeld en Basse-Autriche.

## Jumelage
Issenheim (France) depuis 1975

## Personnalités liées à Hainfeld
- Marianne Zoff y est née